# 김진 (신라)
김진(金進)은 경순왕이 고려에 항복 후 맞이한 후비 낙랑공주 왕씨와의 사이에 태어난 아들로 추정되는 김선의 두 아들 중 장남이라 한다. 할아버지 경순왕이 고려에 귀의하여 고려에서 벼슬길에 올라 예부시랑(禮部侍郎)까지 올랐으며, 그의 동생 김적(迪)또한 공부시랑(工部侍郎)에 올랐다.

## 위단 설치
그의 묘는 실전되어 전하지 않고 있으며, 후손들이 1995년 울산 광역시 울주군 언양읍 송대리 화장산에 위단을 설치하여 제사를 지내고 있다.

## 가족 관계
- 할아버지: 경순왕
- 할머니: 낙랑공주 왕씨
  - 아버지: 김선(金鐥)
  - 어머니: ?
    - 동생: 김적(迪) - 공부시랑
      - 아들: 김정보(金精寶) - 호부상서
        - 손자: 김경숙(金鏡淑) - 대장군